# Oestrophasia sabroskyi
Oestrophasia sabroskyi là một loài ruồi trong họ Tachinidae.